# Pietra dura

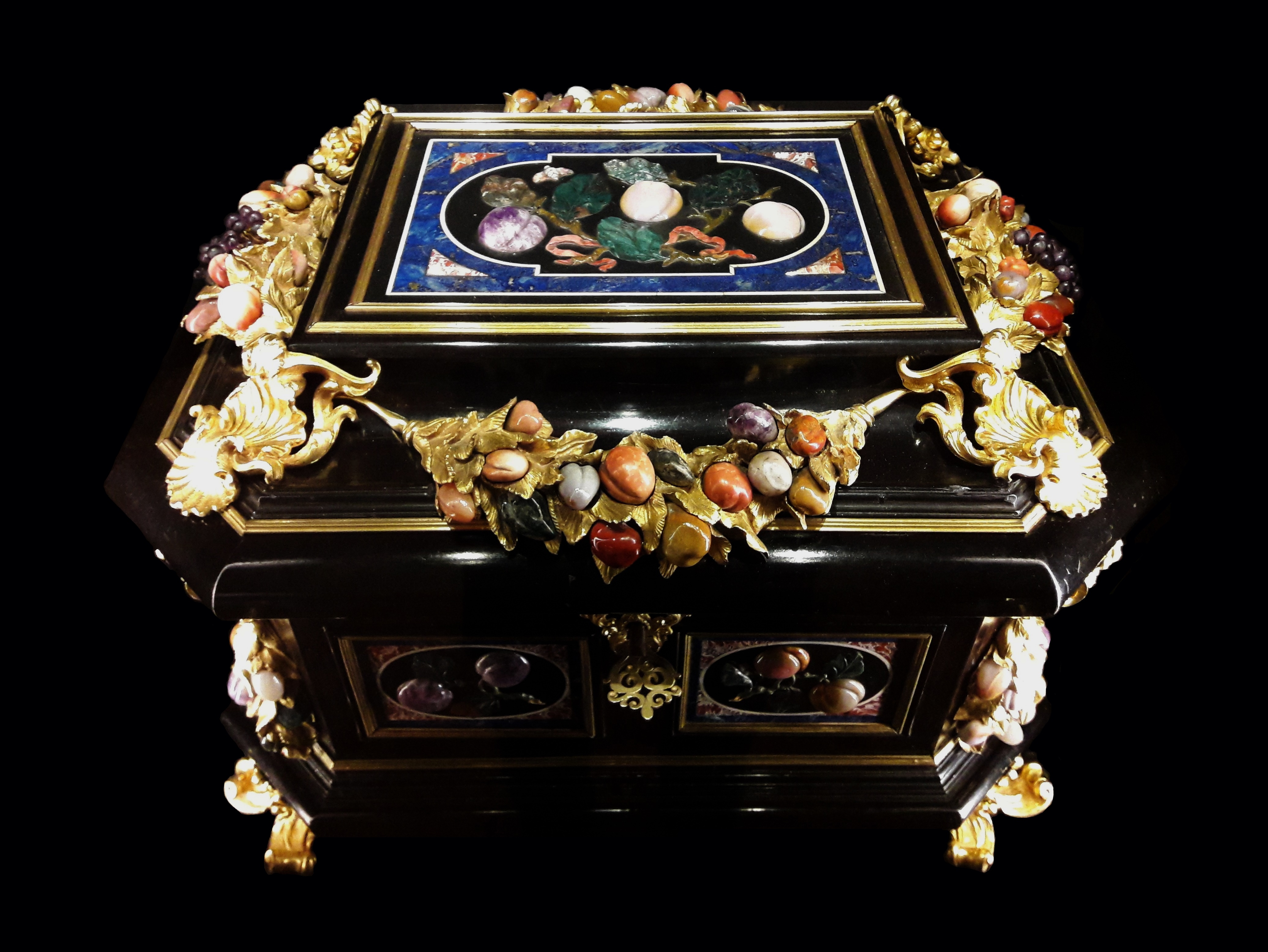
Szkatułka na kosztowności dekorowana pietra durą należąca do królowej Marysieńki, ok. 1680, Muzeum Narodowe w Warszawie

Pietra dura (wł. "twardy kamień") l.mn. pietre dure; inaczej mozaika florencka – technika zdobienia powierzchni przez układanie obrazów i ornamentów z płytek z ozdobnych odmian skał (m.in. jaspis, lapis lazuli, marmur ruinowy), minerałów (np. agat, chalcedon), a także cennych odzwierzęcych substancji organicznych (macica perłowa, koral), zapoczątkowana we Włoszech w okresie Renesansu.
W odróżnieniu od klasycznych mozaik układanych z różnobarwnych kostek lub pręcików, technika pietra dura stosuje ściśle dopasowywane do siebie kształtki odpowiadające większym fragmentom kompozycji. Przy docinaniu elementów wykorzystywano naturalne przebarwienia kamieni - żyłki i smugi - dla wzbogacenia kompozycji. Jako spoiwo służył kit mastyksowy. Gotowe mozaiki szlifowano do uzyskania lustrzanego połysku, uzyskując niezwykle trwałe dzieła sztuki zdobniczej. Technika pietra dura była uprawiana szczególnie we Florencji. Do naszych czasów rzemieślnicy florenccy wytwarzają drobiazgi pamiątkarskie w tej technice.
Największy zespół dekoracji pietra dura zdobi ściany ośmiobocznej kaplicy Medyceuszy (Cappella dei Principi) przy florenckiej bazylice św. Wawrzyńca (San Lorenzo).
We Florencji przy via degli Alfani 78 działa Museo dell’Opificio delle Pietre Dure, z dostępnym dla zwiedzających czynnym warsztatem.

## Galeria

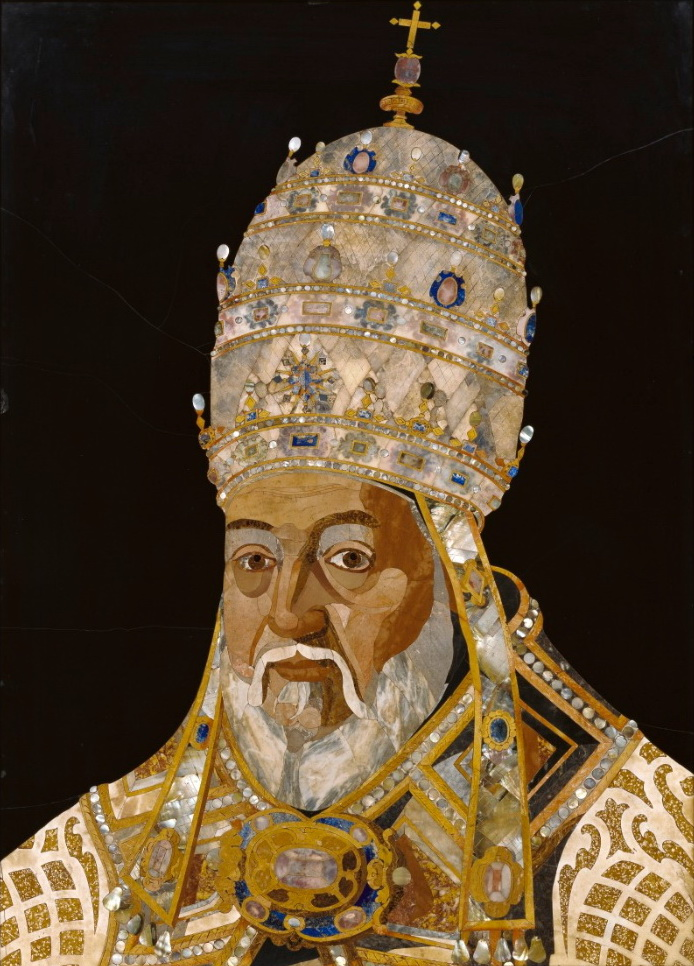
Portret papieża Klemensa VIII, 1600-1601
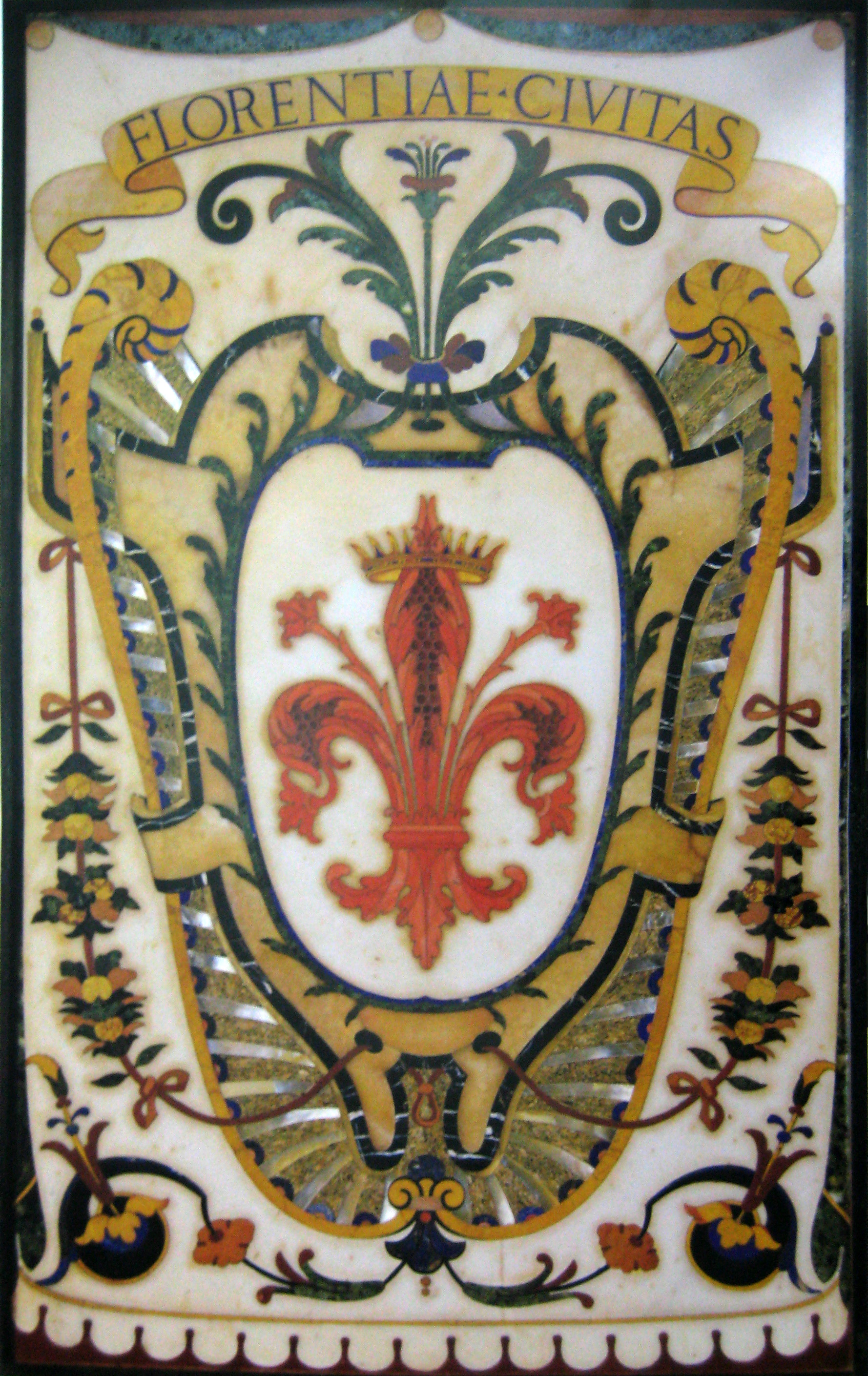
Mozaika z kaplicy Medyceuszy
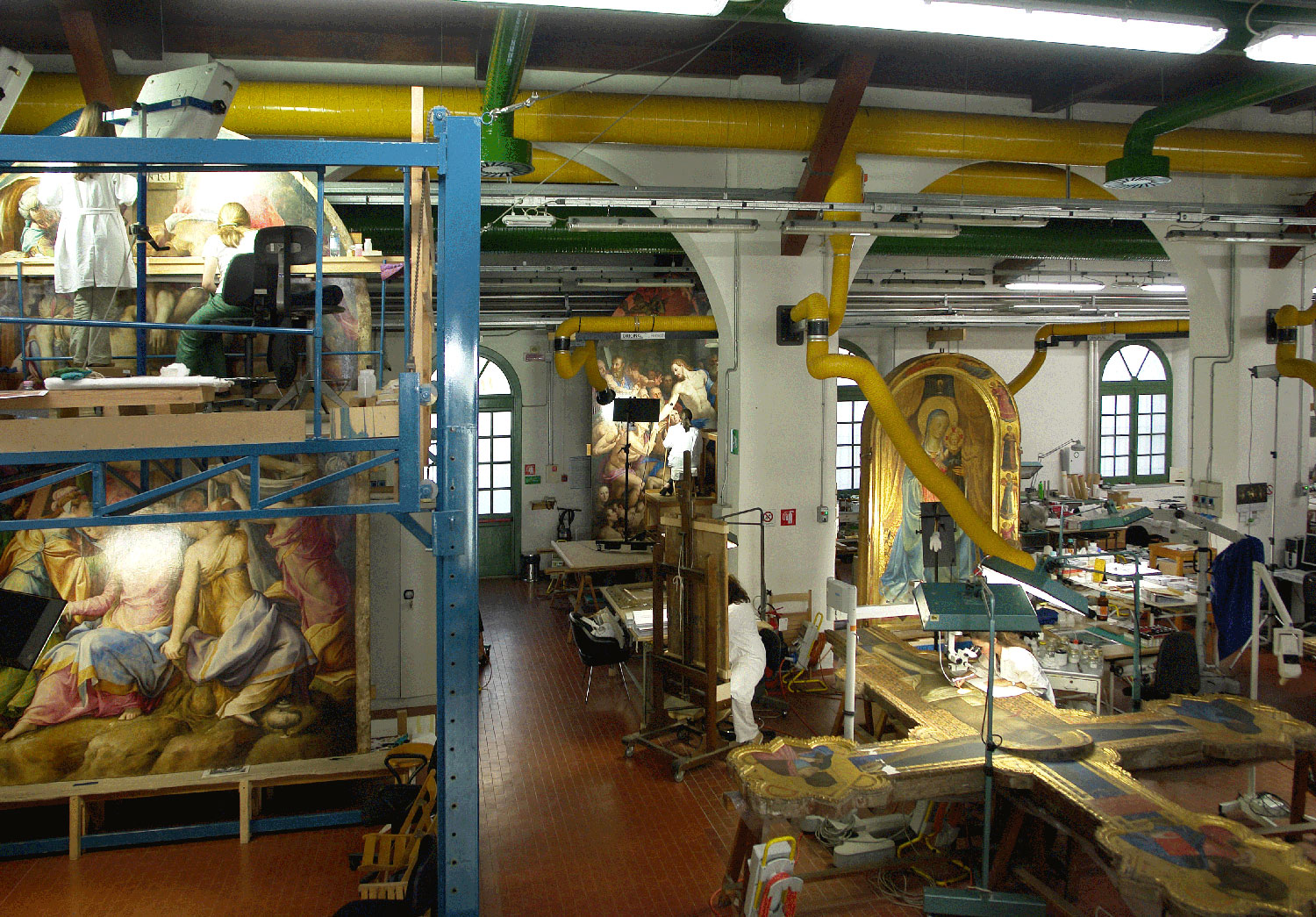
Pracownia konserwatorska we Florencji
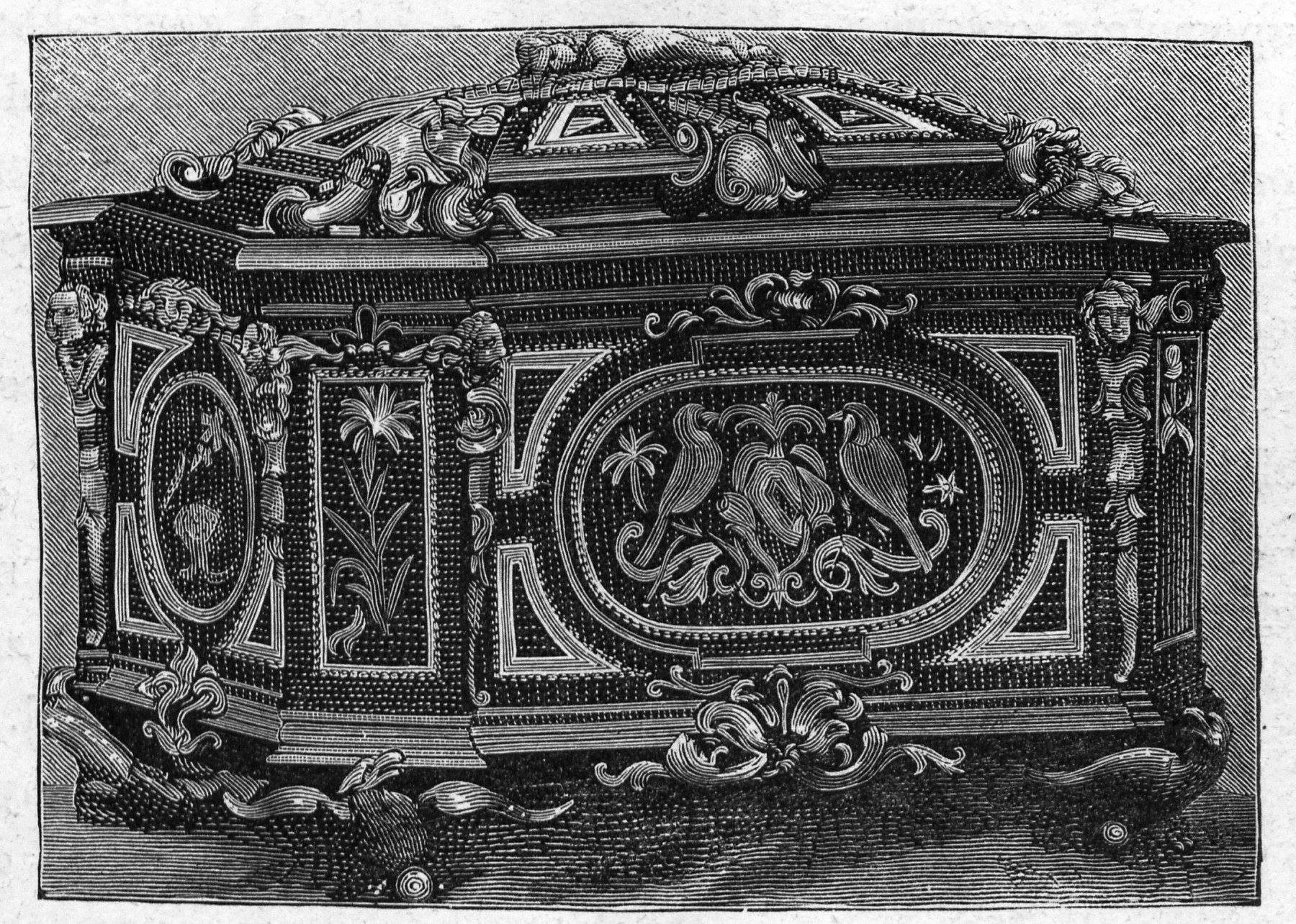
Szkatułka zdobiona pietra durą należąca do królowej Marysieńki z ptakami i śpiącym Kupidynem, lata 80. XVII wieku (zaginiona)
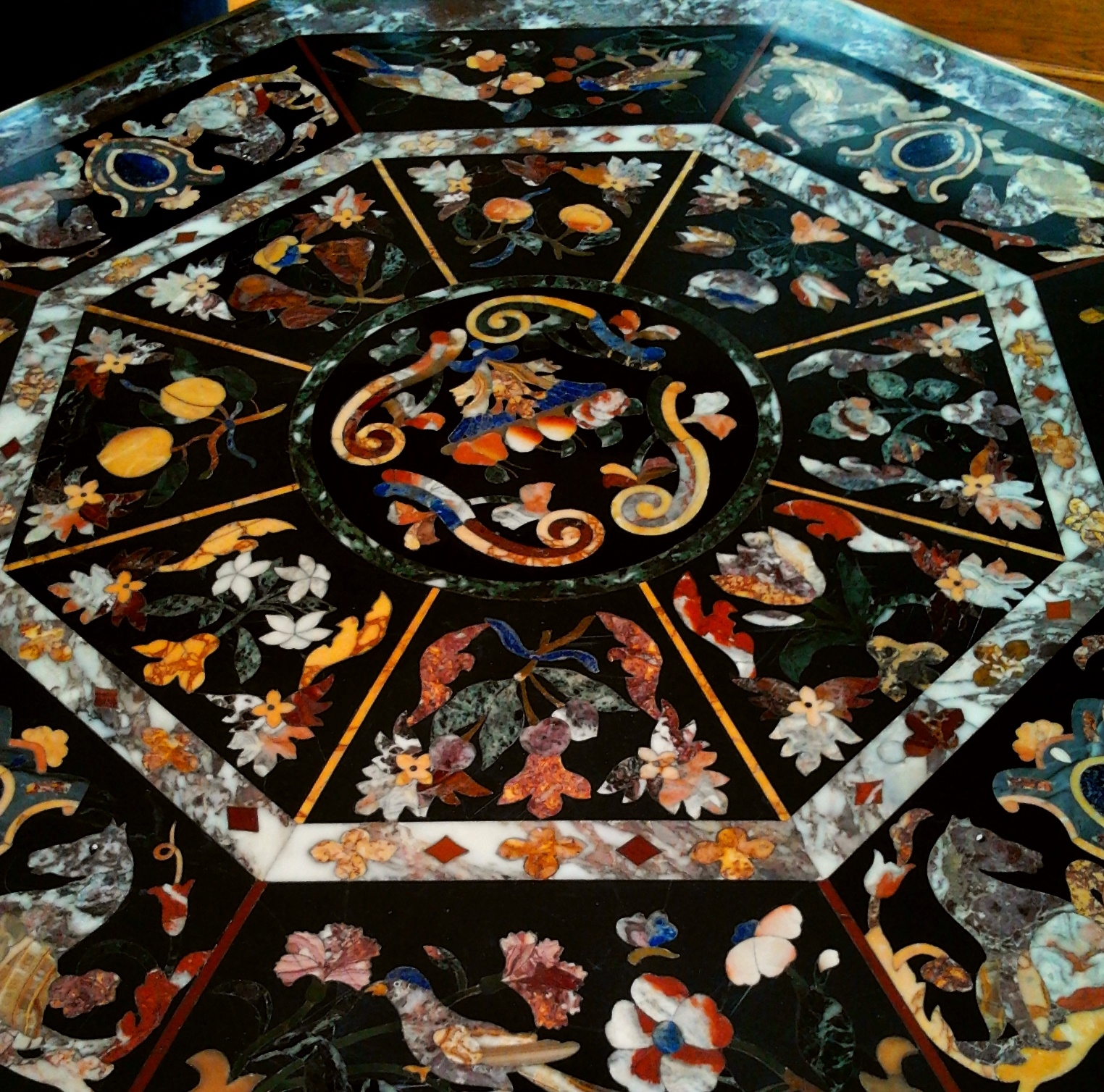
Blat stołu dekorowany pietra durą, lata 70. XIX wieku, Pałac w Otwocku Wielkim